# Le Bouillon
Le Bouillon ist eine französische Gemeinde mit 167 Einwohnern (Stand 1. Januar 2022) im Département Orne in der Region Normandie; sie gehört zum Arrondissement Alençon und zum Kanton Sées. 

## Lage
Die Gemeinde liegt im Regionalen Naturpark Normandie-Maine. Im Gemeindegebiet entspringen die Flüsse Vandre und Briante.

## Bevölkerungsentwicklung
- 1962: 146
- 1968: 154
- 1975: 158
- 1982: 138
- 1990: 156
- 1999: 151
- 2007: 144

## Sehenswürdigkeiten
- Kirche Saint Jean-Baptiste (16. Jahrhundert)